# Filhos da Pátria
Filhos da Pátria é um seriado de televisão brasileiro produzido pela TV Globo, que estreou no dia 3 de agosto de 2017 pela plataforma de streaming Globoplay. Foi criado por Bruno Mazzeo, com co-criação de Alexandre Machado, colaboração de Barbara Duvivier, Rosana Ferrão, Guilherme Siman, Tati Bernardi, Felipe Flexa, Leandro Muniz, Antonio Prata, André Boucinhas, Dino Cantelli, Tatiana Maciel e Manoel Boucinhas.
Conta com Fernanda Torres, Alexandre Nero, Johnny Massaro, Lara Tremouroux, Matheus Nachtergaele, Jéssica Ellen, Sérgio Loroza e Bruno Jablonski nos papéis principais.

## Enredo
Primeira temporada
Em 1822, em meio ao "bucólico caos urbano carioca", a promessa de mudança chega à recém-proclamada independência do Brasil. Parecia ser a solução de todas as mazelas que atingiam a antiga colônia e, ao mesmo tempo, marcava a origem da identidade brasileira. Filhos da Pátria é uma crônica cotidiana sobre o Brasil do século XIX, sob a ótica de uma típica família de classe média: pessoas comuns, anônimas, situações que os livros de História didáticos não contam, que acompanham a formação da nossa essência e refletem o que somos hoje.
Segunda temporada
A segunda temporada se passa em 1930, após a tomada de poder pelo então Presidente Getúlio Vargas. Com constantes referências de “um novo Brasil” e “uma nova realidade”, a configuração desta apresenta a mesma família como centro da comédia, porém sem passagem de anos, como se fosse uma história alternativa.

## Elenco

### Principal
| Intérprete           | Personagem                         | Temporadas | Temporadas |
| Intérprete           | Personagem                         | 1ª 2017    | 2ª 2019    |
| -------------------- | ---------------------------------- | ---------- | ---------- |
| Fernanda Torres      | Maria Teresa Campos Bulhosa        |            |            |
| Alexandre Nero       | Geraldo Bulhosa                    |            |            |
| Johnny Massaro       | Geraldo Bulhosa Filho (Geraldinho) |            |            |
| Lara Tremouroux      | Catarina Bulhosa                   |            |            |
| Matheus Nachtergaele | Pacheco                            |            |            |
| Jéssica Ellen        | Lucélia de Deus                    |            |            |
| Sérgio Loroza        | Domingos                           |            |            |
| Bruno Jablonski      | Juca                               |            |            |
| Flávio Bauraqui      | José Gomes de Deus (Zé Gomes)      |            |            |

### Recorrente
| Intérprete       | Personagem            | Temporadas | Temporadas |
| Intérprete       | Personagem            | 1ª 2017    | 2ª 2019    |
| ---------------- | --------------------- | ---------- | ---------- |
| Adriano Garib    | Intendente Matoso     |            |            |
| Letícia Isnard   | Leonor Campos Fonseca |            |            |
| Candido Damm     | Olegário Fonseca      |            |            |
| Karine Teles     | Madame Dechiré        |            |            |
| Luiz Magnelli    | Vasco                 |            |            |
| Ranieri Gonzalez | Neiva                 |            |            |
| Angela Dippe     | Aracy                 |            |            |

### Participações especiais
| Intérprete         | Personagem                                            |
| ------------------ | ----------------------------------------------------- |
| Marcos Caruso      | Padre Toledo                                          |
| Saulo Laranjeira   | Figueira                                              |
| Lyv Ziese          | Gabardine                                             |
| Paula Frascari     | Tafetá                                                |
| Aramis Trindade    | Delorges                                              |
| André Dale         | Tobias                                                |
| Isaac Bernat       | Reinoldo Albuquerque                                  |
| Josie Antello      | Mirtes Albuquerque                                    |
| Eduardo Melo       | Aristides Albuquerque                                 |
| Teuda Bara         | Índia Cigana                                          |
| Ricardo Pereira    | Padre Adão                                            |
| Marcos Holanda     | Custódio                                              |
| Susanna Kruger     | Madalena Almeida de Prado Reis                        |
| Rose Abdallah      | Silvana Coutinho Ribeiro Mendonça de Vasconcelos e Sá |
| Ísis Pessino       | Marília de Castro Pinto Teixeira                      |
| Fernanda Caetano   | Isabel Albergária de Paula                            |
| Emiliano Queiroz   | Padre Elano                                           |
| Thales Cavalcanti  | Nelson Moreira Cardoso Pessoa de Castro               |
| Paulo Hamilton     | Lobato                                                |
| Antônio Alves      | Jorge                                                 |
| Felipe Rocha       | Murilo Fonseca                                        |
| Beto Vandesteen    | Dr. Herculano                                         |
| Victor Lamoglia    | Nunes da Veiga                                        |
| David Herman       | Dr. Klaus                                             |
| Xando Graça        | Lemos                                                 |
| Xande Valois       | Duque de Camboinhas                                   |
| Olívia Araújo      | Caetana                                               |
| Vitor Thiré        | Paulo Roberto                                         |
| Wellington Leite   | Índio                                                 |
| Greta Antoine      | Cândida                                               |
| Leandro Santanna   | Ademário                                              |
| Thierry Tremouroux | Jean-Pierre Houël                                     |
| Edi Botelho        | Jean-Baptiste Debret                                  |
| Lu Grimaldi        | Lady Grantham                                         |
| Gustavo Ottoni     | Eustáquio Abranches                                   |
| Marcius Melhem     | Bicheiro                                              |
| Nilvan Santos      | Pantoja                                               |
| Eber Inácio        | Antônio                                               |
| Daniela Fontan     | Floriana                                              |
| Dida Camero        | Candinha                                              |
| Juliana Guimarães  | Mercedes                                              |
| Gillray Coutinho   | Oficial da Marinha                                    |
| Greg Blanzat       | Coroinha                                              |
| Nelito Reis        | Cigano                                                |
| Marcelo Caridade   | Leiloeiro                                             |
| André Luiz Miranda | Paulo Pardal                                          |
| Marcelo Mansfield  | Amauri                                                |
| Samuel Toledo      | Divino                                                |
| Malu Valle         | Yolanda                                               |

## Episódios

### Primeira temporada
| Nº | Título                                           | Lançamento          | Exibição na Rede Globo | Audiência (em pontos) |
| --- | ------------------------------------------------ | ------------------- | ---------------------- | --------------------- |
| 1 | "Episódio 1" "Filhos da Pátria"                  | 3 de agosto de 2017 | 19 de setembro de 2017 | 15.0                  |
| Geraldo Bulhosa e a mulher, Maria Teresa, tentam melhorar de vida no Brasil logo após a independência.                                    |                                                  |                     |                        |                       |
| 2 | "Episódio 2" "O Excelso Geraldo"                 | 3 de agosto de 2017 | 26 de setembro de 2017 | 11.8                  |
| Geraldo é promovido, mas não ganha aumento, frustrando Maria Teresa. Uma homenagem do Imperador, porém, lhe devolve a alegria.            |                                                  |                     |                        |                       |
| 3 | "Episódio 3" "Para o Amor Acontecer"             | 3 de agosto de 2017 | 3 de outubro de 2017   | 12.0                  |
| Geraldo não consegue sair do esquema de propina criado por Pacheco e se vê mais comprometido quando o filho, Geraldonho, vai preso.       |                                                  |                     |                        |                       |
| 4 | "Episódio 4" "Benditos Calores"                  | 3 de agosto de 2017 | 17 de outubro de 2017  | 10.3                  |
| Maria Teresa sente uma grande euforia ao cavalgar e sua família se assusta com sua mudança de comportamento.                              |                                                  |                     |                        |                       |
| 5 | "Episódio 5" "Seres Humanos Como Nós"            | 3 de agosto de 2017 | 24 de outubro de 2017  | 10.3                  |
| Geraldinho decide aderir à causa indígena, o que pode atrapalhar os planos de Maria Teresa de casar a filha, Catarina.                    |                                                  |                     |                        |                       |
| 6 | "Episódio 6" "Borboletas no Estômago"            | 3 de agosto de 2017 | 31 de outubro de 2017  | 12.0                  |
| Catarina se apaixona por um jovem pretendente. Enquanto isso, um novo e jovem padre agita a casa dos Bulhosa.                             |                                                  |                     |                        |                       |
| 7 | "Episódio 7" "Santo do Pau Oco"                  | 3 de agosto de 2017 | 7 de novembro de 2017  | 11.4                  |
| Geraldo e comparsas entram em esquema de dinheiro dentro de imagens sacras. As coisas se complicam quando ele se confunde.                |                                                  |                     |                        |                       |
| 8 | "Episódio 8" "Um Munífico Convite"               | 3 de agosto de 2017 | 14 de novembro de 2017 | 11.3                  |
| Geraldo é convidado para uma exposição de Debret, mas Maria Teresa acaba se desentendendo com o pintor.                                   |                                                  |                     |                        |                       |
| 9 | "Episódio 9" "Umbigo da Nação"                   | 3 de agosto de 2017 | 21 de novembro de 2017 | 9.8                   |
| Maria Teresa se preocupa com Geraldo e age para defender o marido quando um jornal faz reportagem falando de corrupção no Paço Imperial.  |                                                  |                     |                        |                       |
| 10 | "Episódio 10" "Doutor Bulhosa"                   | 3 de agosto de 2017 | 28 de novembro de 2017 | 10.5                  |
| Geraldo é promovido e passa a chefiar a repartição. Com isso, tenta se afastar dos amigos corruptos, que não gostam da ideia.             |                                                  |                     |                        |                       |
| 11 | "Episódio 11" "Juízo Final"                      | 3 de agosto de 2017 | 5 de dezembro de 2017  | 10.7                  |
| Geraldo teme que o Imperador fique indignado com os problemas na Festa do Divino e tenta evitar desvios de dinheiro, mas pode se dar mal. |                                                  |                     |                        |                       |
| 12 | "Episódio 12" "Braços Abertos Sobre a Guanabara" | 3 de agosto de 2017 | 12 de dezembro de 2017 | 10.1                  |
| Geraldo é acusado de desviar dinheiro público e precisa empenhar a casa dos Bulhosa para escapar da prisão.                               |                                                  |                     |                        |                       |

### Segunda temporada
| Nº | Título                                     | Lançamento             | Exibição na Rede Globo | Audiência (em pontos) |
| --- | ------------------------------------------ | ---------------------- | ---------------------- | --------------------- |
| 1 | "Episódio 1" "O Cocô do Cavalo de Getúlio" | 1 de outubro de 2019   | 08 de outubro de 2019  | 20,9                  |
| Alheia às notícias de que as tropas de Vargas se aproximam da capital, Maria Teresa só pensa no retorno da filha Catarina para casa, após uma temporada de estudos em São Paulo. Para recebê-la, planeja um jantar especial em família. Geraldinho segue ocupado tentando arrumar uma desculpa para não ir à aula. . |                                            |                        |                        |                       |
| 2 | "Episódio 2" "A Carne é Fraca"             | 08 de outubro de 2019  | 15 de outubro de 2019  | 12.0                  |
| Alheia às notícias de que as tropas de Vargas se aproximam da capital, Maria Teresa só pensa no retorno da filha Catarina para casa, após uma temporada de estudos em São Paulo. Para recebê-la, planeja um jantar especial em família. Geraldinho segue ocupado tentando arrumar uma desculpa para não ir à aula. . |                                            |                        |                        |                       |
| 3 | "Episódio 3" "Nas Ondas do Rádio"          | 15 de outubro de 2019  | 22 de outubro de 2019  | 12,1                  |
| O rádio chega trazendo músicas, notícias e muita propaganda, deixando Maria Teresa deslumbrada com tamanha maturidade. No cais, é Geraldo quem acompanha o desembarque dos contêineres recheados de aparelhos. Como um presente inesperado, os Bulhosa ganham um aparelho.                                           |                                            |                        |                        |                       |
| 4 | "Episódio 4" "Malditos Calores'"           | 22 de outubro de 2019  | 29 de outubro de 2019  | 11,1                  |
| O rádio chega trazendo músicas, notícias e muita propaganda, deixando Maria Teresa deslumbrada com tamanha maturidade. No cais, é Geraldo quem acompanha o desembarque dos contêineres recheados de aparelhos. Como um presente inesperado, os Bulhosa ganham um aparelho.                                           |                                            |                        |                        |                       |
| 5 | "Episódio 5" "'Mimimi"                     | 29 de outubro de 2019  | 05 de novembro de 2019 | 13,0                  |
| Sem Lucélia, a família Bulhosa vai toda ajudar com os afazeres da casa. Maria Teresa fica encarregada com o café da manhã, para desespero do filho e do marido.Longe da asa dos patrões, Lucélia vai prestar prova para o concurso de normalista.                                                                    |                                            |                        |                        |                       |
| 6 | "Episódio 6" "'Homem da Mala"              | 05 de novembro de 2019 | 12 de novembro de 2019 | 12,6                  |
| Geraldinho começa a estudar no Colégio Militar e o coração de Maria Teresa está apertado. Em sala de aula, ele se espanta com os colegas de classe. Lucelia volta a falar com a patroa sobre sua vontade de estudar. Maria Teresa leva Lucélia a um passeio requintado.                                              |                                            |                        |                        |                       |
| 7 | "Episódio 7" "'Pavão Misterioso"           | 12 de novembro de 2019 | 19 de novembro de 2019 | 12,2                  |
| Nem em seus sonhos, Maria Teresa consegue imaginar como seria Geraldo chegando ao poder, no Palácio do Catete. Mas sonhar deixa a mulher encucada com a lealdade do marido. Enquanto isso, no Catete, o Bulhosa vai começar a ser “recompensado” por participar de esquemas com Pacheco e cia.                       |                                            |                        |                        |                       |
| 8 | "Episódio 8" "A Maior Festa da Terra'"     | 19 de novembro de 2019 | 26 de novembro de 2019 | 11,0                  |
| É carnaval! O samba é decretado a música oficial do país e a festa, a maior da Terra. Maria Teresa é uma das foliãs mais felizes e, graças ao rádio, já conhece todas as marchinhas. Geraldinho aposta todas as suas fichas de que, finalmente, vai fisgar uma pequena. Agora vai! Será?                             |                                            |                        |                        |                       |
| 9 | "Episódio 9" "Vossa Excelência"            | 26 de novembro de 2019 | 03 de dezembro de 2019 | 11,9                  |
| O espírito patriota está cada vez mais forte na família Bulhosa. Maria Teresa não perde a oportunidade de entoar – à sua maneira – o hino nacional. Ainda deslocado, Geraldo chega ao Palácio Tiradentes para servir à nação. Geraldinho também faz a sua parte, no Colégio Militar.                                 |                                            |                        |                        |                       |
| 10 | "Episódio 10" "'Estado Novo"               | 02 de dezembro de 2019 | 10 de dezembro de 2019 | 12,1                  |
| A vida muda para a família Bulhosa. Maria Teresa não é bem-vinda em ambientes políticos. Lucélia vai renovar sua matrícula na escola formal e é surpreendida. |                                            |                        |                        |                       |

## Exibição
Como uma forma de homenagear Fernanda Torres pela indicação ao Oscar 2025 na categoria de Melhor Atriz, o Viva reprisou alguns episódios da série em formato de maratona entre os dias 1.° e 8 de março de 2025.

## Prêmios e indicações
| Ano  | Prêmio      | Categoria    | Indicação    | Resultado | Ref.   |
| ---- | ----------- | ------------ | ------------ | --------- | ------ |
| 2017 | Troféu APCA | Melhor Série | Bruno Mazzeo | Indicado  | [ 22 ] |
| 2019 | Troféu APCA | Melhor Série | Bruno Mazzeo | Indicado  | [ 23 ] |